# 乔尔贡格
乔尔贡格（Colgong），是印度比哈尔邦Bhagalpur县的一个城镇。总人口22110（2001年）。

## 人口
该地2001年总人口22110人，其中男性11705人，女性10405人；0—6岁人口3772人，其中男1918人，女1854人；识字率56.86%，其中男性为63.24%，女性为49.69%。